# Stiby
Stiby is een plaats in de gemeente Sölvesborg in het landschap Blekinge en de provincie Blekinge län in Zweden. De plaats heeft 58 inwoners (2005) en een oppervlakte van 15 hectare.